# Фалшификаторът от „Черния кос“
„Фалшификаторът от „Черния кос“ е български 3-сериен телевизионен игрален филм (криминален) от 1983 година на режисьора Неделчо Чернев по сценарий на Хаим Оливер. Сценарият е написан по едноименния роман на Хаим Оливер от 1969 г. Редактор на сценария е Никола Киров. Оператор е Димо Коларов. Художник е Иван Апостолов. Музиката във филма е композирана от Петър Ступел и Атанас Бояджиев.
Филмът е по действителен случай.

## Сюжет
Висококачествени фалшиви долари заливат българското черноморие. Гравьор на такова равнище не се е появявал от времето на легендарния Тодор Кривналиев, подправял щатската валута още преди Втората световна война. Заподозрени са всички участници в една българо-американска филмова копродукция, която се снима край Варна. Никой от кинаджиите обаче няма нито познанията, нито таланта, които се изискват за произвеждането на такова автентично менте. Развръзката, по рецептата на жанра, е неочаквана.

## Серии
- 1. серия – „Лорда“ – 83 минути
- 2. серия – „Фалшификаторът“ – 82 минути
- 3. серия – „Черния кос“ – 75 минути [1].

## Актьорски състав
| Изпълнител                                            | Роля                                                                    |
| ----------------------------------------------------- | ----------------------------------------------------------------------- |
| Васил Михайлов                                        | полковник Димитър Василев Мирски, следовател (в 3 серии: I, II, III)    |
| Рашко Младенов                                        | лейтенант Николай Иванов, следовател (в 3 серии: I, II, III)            |
| Коста Цонев                                           | Иван Бонев – Лорда, печатар (в 3 серии: I, II, III)                     |
| Сашко Петков                                          | Тони (в 3 серии: I, II, III)                                            |
| Юлия Кожинкова                                        | Елина (в 3 серии: I, II, III)                                           |
| Георги Калоянчев                                      | бай Симо Михайлов (в 3 серии: I, II, III)                               |
| Ингеборг Вестфал                                      | Дафна Флеминг, американската актриса (в 3 серии: I, II, III)            |
| Волфганг Греезе                                       | д-р Джош Кречмар, консултант на филма (в 3 серии: I, II, III)           |
| Ролф Рьомер                                           | Гюнтер Хайнц, оператор на филма (в 3 серии: I, II, III)                 |
| Карл Цуговски                                         | Ричард Брук (в 3 серии: I, II, III)                                     |
| Хелмут Шрайбер                                        | Робинзон Голдсмит, американец, приятел на Лорда (в 3 серии: I, II, III) |
| Вернер Дисел                                          | Джон Уилямс, режисьор на филма (в 3 серии: I, II, III)                  |
| Явор Милушев                                          | Богомил Джоков (в 2 серии: I, II)                                       |
| Емил Марков                                           | Добрев (в 3 серии: I, II, III)                                          |
| Камелия Тодорова                                      | певицата (в 1 серия: I)                                                 |
| Полина Велинова                                       | (в 3 серии: I, II, III)                                                 |
| Жорко Роев                                            | (в 3 серии: I, II, III)                                                 |
| Милка Попантонова                                     | кака Стефана Георгиева, майката на Тони (в 2 серии: I, II)              |
| Михаил Гецов                                          | (в 3 серии: I, II, III)                                                 |
| Божидар Лечев                                         | затворникът Койо Иванов Коев (в 1 серия: I)                             |
| Лили Енева                                            | (в 1 серия: I)                                                          |
| Радка Ялъмова                                         | (в 1 серия: I)                                                          |
| Атанас Найденов                                       | (в 1 серия: I)                                                          |
| Пеню Байрямов                                         | (в 1 серия: I)                                                          |
| Цветан Грозев                                         | (в 2 серии: II, III)                                                    |
| Георги Георгиев                                       | (в 1 серия: II)                                                         |
| Владимир Давчев                                       | (в 2 серии: II, III)                                                    |
| Петър Димов                                           | (в 1 серия: III)                                                        |
| Георги Раданов (не е посочен в надписите на филма)    | Митев, завеждащ „Личен състав“ (в серия: I)                             |
| Димитрина Савова (не е посочена в надписите на филма) | Василева                                                                |